# Perriers-sur-Andelle
Perriers-sur-Andelle é uma comuna francesa na região administrativa da Normandia, no departamento de Eure. Estende-se por uma área de 11,19 km². Em 2010 a comuna tinha 1 818 habitantes (densidade: 162,5 hab./km²).